# St. Petersburg Ladies' Trophy 2020
St. Petersburg Ladies' Trophy 2020 — професійний тенісний турнір, що проходив на закритих кортах з твердим покриттям. Належав до категорії Premier у рамках Туру WTA 2020. Відбувся водинадцяте і тривав з 10 до 16 лютого 2020 року.

## Нарахування очок
| Дисципліна       | П   | Ф   | ПФ  | ЧФ  | 1/8 | 1/16 | Q   | Q2  | Q1  |
| Одиночний розряд | 470 | 305 | 185 | 100 | 55  | 1    | 25  | 13  | 1   |
| Парний розряд    | 470 | 305 | 185 | 100 | 1   | Н/Д  | Н/Д | Н/Д | Н/Д |

## Призові гроші
| Дисципліна       | П        | Ф       | ПФ      | ЧФ      | 1/8     | 1/161  | Q2     | Q1     |
| Одиночний розряд | $146,500 | $78,160 | $41,680 | $22,410 | $12,000 | $7,610 | $3,720 | $1,850 |
| Парний розряд*   | $46,000  | $24,200 | $13,200 | $6,800  | $3,700  | Н/Д    | Н/Д    | Н/Д    |

1Кваліфаєри отримують і призові гроші 1/16 фіналу.

*на пару

## Учасниці основної сітки в одиночному розряді

### Сіяні учасниці
| Країна          | Гравчиня            | Рейтинг1 | Сіяна |
| --------------- | ------------------- | -------- | ----- |
| Швейцарія       | Белінда Бенчич      | 5        | 1     |
| Нідерланди      | Кікі Бертенс        | 8        | 2     |
| Чехія           | Петра Квітова       | 11       | 3     |
| Велика Британія | Джоанна Конта       | 14       | 4     |
| Чехія           | Маркета Вондроушова | 17       | 5     |
| Греція          | Марія Саккарі       | 21       | 6     |
| Хорватія        | Донна Векич         | 23       | 7     |
| Казахстан       | Олена Рибакіна      | 25       | 8     |

- 1 Рейтинг подано станом на 3 лютого 2020.

### Інші учасниці
Нижче наведено учасниць, які отримали вайлдкард на участь в основній сітці:
- Белінда Бенчич
- Дарія Касаткіна
- Джоанна Конта
- Світлана Кузнецова

Нижче наведено гравчинь, які пробились в основну сітку через стадію кваліфікації:
- Крісті Ан
- Алізе Корне
- Віталія Дяченко
- Осеан Доден
- Анастасія Потапова
- Liudmila Samsonova

Як щасливий лузер в основну сітку потрапили такі гравчині:
- Фіона Ферро

### Відмовились від участі
До початку турніру
- Деніелл Коллінз → її замінила  Катерина Сінякова
- Анетт Контавейт → її замінила  Вікторія Кужмова
- Ребекка Петерсон → її замінила  Дженніфер Брейді
- Анастасія Севастова → її замінила  Фіона Ферро

Під час турніру
- Петра Квітова (хвороба)

## Учасниці основної сітки в парному розряді

### Сіяні пари
| Країна  | Гравчиня         | Країна  | Гравчиня       | Рейтинг1 | Сіяна |
| ------- | ---------------- | ------- | -------------- | -------- | ----- |
| Японія  | Аояма Сюко       | Японія  | Ена Сібахара   | 53       | 1     |
| Україна | Людмила Кіченок  | Україна | Надія Кіченок  | 68       | 2     |
| США     | Кейтлін Крістіан | Чилі    | Алекса Гуарачі | 108      | 3     |
| США     | Гейлі Картер     | Канада  | Шерон Фічмен   | 121      | 4     |

- 1 Рейтинг подано станом на 3 лютого 2020.

### Інші учасниці
Нижче наведено пари, які отримали вайлдкард на участь в основній сітці:
- Daria Mishina /  Ekaterina Shalimova

## Переможниці та фіналістки

### Одиночний розряд
- Кікі Бертенс —  Олена Рибакіна, 6–1, 6–3

### Парний розряд
- Аояма Сюко /  Ена Сібахара —  Кейтлін Крістіан /  Алекса Гуарачі, 4–6, 6–0, [10–3]